# Callilepis chakanensis
Espèce
Callilepis chakanensis est une espèce d'araignées aranéomorphes de la famille des Gnaphosidae.

## Distribution
Cette espèce est endémique du Maharashtra en Inde,. Elle se rencontre dans le district de Pune.

## Description
La femelle holotype mesure 6,40 mm.

## Étymologie
Son nom d'espèce, composé de chakan et du suffixe latin -ensis, « qui vit dans, qui habite », lui a été donné en référence au lieu de sa découverte, Chakan.

## Publication originale
- Tikader, 1982 : Family Gnaphosidae. Fauna India (Araneae), vol. 3, p. 295-536 (texte intégral).